# Жаковоля-Стара
Жаковоля-Стара (пол. Żakowola Stara) — село в Польщі, у гміні Конколевниця Радинського повіту Люблінського воєводства.
Населення — 197 осіб (2011).
У 1975-1998 роках село належало до Білопідляського воєводства.

## Демографія
Демографічна структура станом на 31 березня 2011 року:
|          | Загалом | Допрацездатний вік | Працездатний вік | Постпрацездатний вік |
| -------- | ------- | ------------------ | ---------------- | -------------------- |
| Чоловіки | 104     | 25                 | 67               | 12                   |
| Жінки    | 93      | 13                 | 50               | 30                   |
| Разом    | 197     | 38                 | 117              | 42                   |